# Lingula
Lingula – rodzaj ramienionogów, który pojawił się na Ziemi w kambrze, około 550 milionów lat temu. Zwierzęta te żyły na dnie oceanu i w celu przetrwania ukrywały się w norach rytych w oceanicznym mule oraz wytwarzały osłaniającą ciało twardą muszlę.   
Lingula zagrzebywała się w mule, przez co w toku ewolucji jej muszla stała się wąska i wydłużona. Taka podwójna ochrona musiała się świetnie sprawdzać, bo te ramienionogi znajdowane są zarówno w kambryjskich skałach, jak i na dnie dzisiejszych oceanów.  
W 2003r. francuski paleontolog Christian C. Emig z Centre d'Oceanologie w Marsylii opublikował artykuł, w którym dowodził, że kambryjskie i dzisiejsze lingule łączy jedynie podobny tryb życia i kształt muszli. W rzeczywistości nie należy ich zaliczać do tego samego rodzaju, gdyż różnią się budową miękkiej części ciała. Jego zdaniem historia dzisiejszych linguli zaczyna się nie wcześniej niż w późnej kredzie (ok. 70 mln lat temu), a może nawet jeszcze później.